# Kazakhstan International 2024
Die Kazakhstan International 2024 im Badminton fanden vom 2. bis zum 6. April 2024 im Energiya Sports Center in Oral statt.

## Sieger und Platzierte
| Disziplin    | Gold                        | Silber                                      | Bronze                                  |
| ------------ | --------------------------- | ------------------------------------------- | --------------------------------------- |
| Herreneinzel | Tharun Manepalli            | Soong Joo Ven                               | Lê Đức Phát                             |
| Herreneinzel | Tharun Manepalli            | Soong Joo Ven                               | Bharat Raghav                           |
| Dameneinzel  | Anupama Upadhyaya           | Isharani Baruah                             | Happy Lo Sin Yan                        |
| Dameneinzel  | Anupama Upadhyaya           | Isharani Baruah                             | Sorano Yoshikawa                        |
| Herrendoppel | Lucas Corvée Ronan Labar    | Kakeru Kumagai Hiroki Nishi                 | Ondřej Král Adam Mendrek                |
| Herrendoppel | Lucas Corvée Ronan Labar    | Kakeru Kumagai Hiroki Nishi                 | Solomon Padiz Julius Villabrille        |
| Damendoppel  | Kaho Osawa Mai Tanabe       | Polina Buhrova Yevheniia Kantemyr           | Tiffany Ho Gronya Somerville            |
| Damendoppel  | Kaho Osawa Mai Tanabe       | Polina Buhrova Yevheniia Kantemyr           | Harshitaa Rout Sruti Swain              |
| Mixed        | Wong Tien Ci Lim Chiew Sien | Sanjai Srivatsa Dhanraj Maneesha Kukkapalli | Miha Ivančič Petra Polanc               |
| Mixed        | Wong Tien Ci Lim Chiew Sien | Sanjai Srivatsa Dhanraj Maneesha Kukkapalli | Koceila Mammeri Tanina Violette Mammeri |